# تيدي غريس
تيدي غريس (بالإنجليزية: Teddy Grace)‏ هي مغنية أمريكية، ولدت في 26 يونيو 1905 في لويزيانا في الولايات المتحدة، وتوفيت في 4 يناير 1992 في لا ميرادا في الولايات المتحدة.

## وصلات خارجية
- تيدي غريس على موقع ميوزك برينز (الإنجليزية)
- تيدي غريس على موقع أول ميوزيك (الإنجليزية)
- تيدي غريس على موقع ديسكوغز (الإنجليزية)